# Luciana Santos

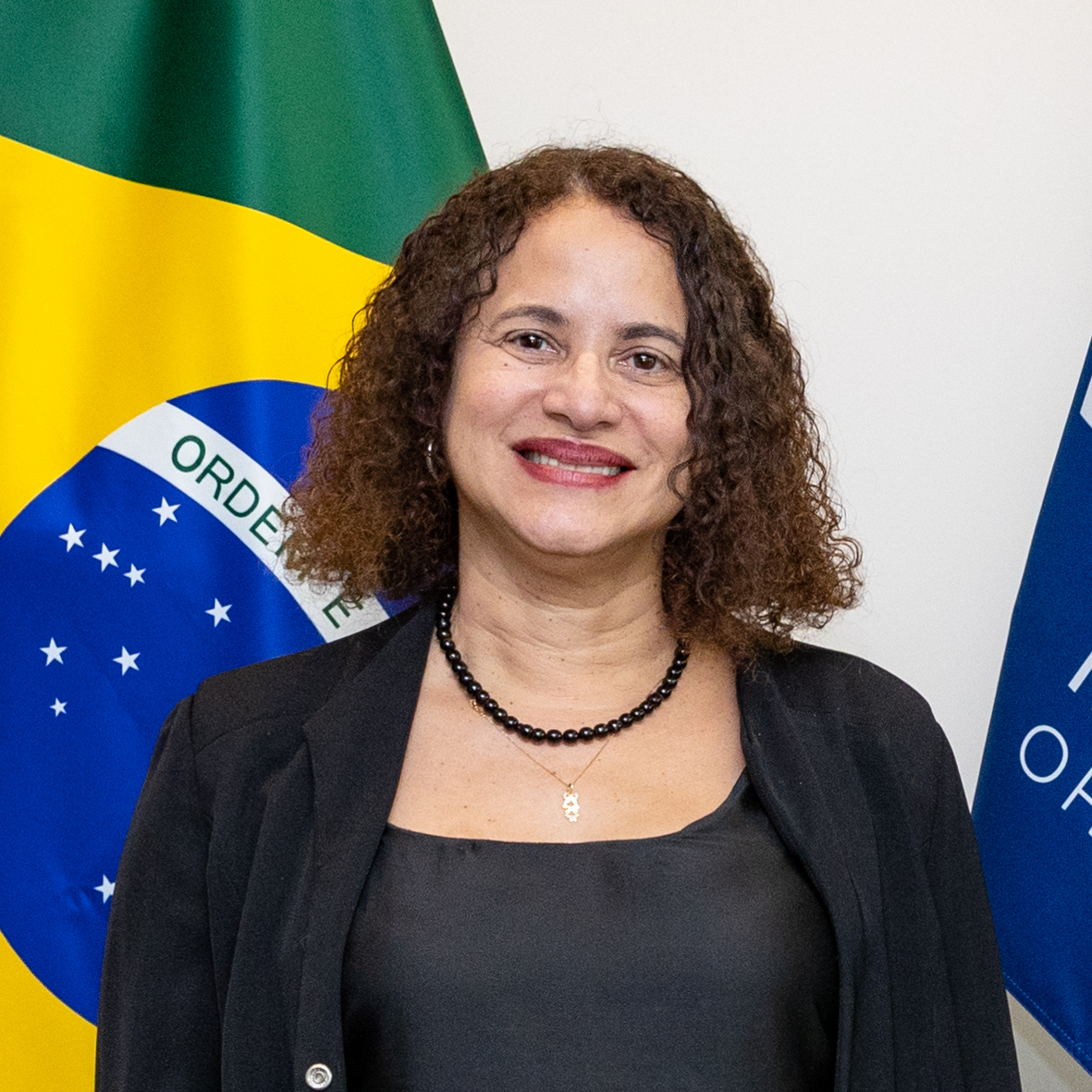
Luciana Santos 2023

Luciana Barbosa de Oliveira Santos (* 29. Dezember 1965 in Recife) ist eine brasilianische Politikerin und seit 2015 Vorsitzende der Kommunistischen Partei Brasiliens (PCdoB). Seit Januar 2023 gehört sie als Ministerin für Wissenschaft, Technologie und Innovation dem Kabinett Lula da Silva III an.

## Leben
Luciana Santos absolvierte ein Studium der Elektrotechnik an der Bundesuniversität von Pernambuco, das sie als Ingenieurin abschloss. Sie engagierte sich in der Nationalen Studentenvereinigung UNE, deren Vizepräsidentin sie von 1989 bis 1991 war.
1987 trat sie der Kommunistischen Partei Brasiliens (PCdoB) bei und begann ihre politische Laufbahn. 2015 wurde sie zur nationalen Präsidentin der PCdoB gewählt und zuletzt 2021 in diesem Amt bestätigt.
Von 1996 bis 2000 war sie Abgeordnete im Parlament des Bundesstaates Pernambuco. Im Jahr 2000 wurde sie zur Bürgermeisterin von Olinda gewählt und war damit die erste Kommunistin in diesem Amt. Sie wurde 2004 wiedergewählt und blieb bis 2008 im Amt. 2009 übernahm Luciana Santos das Amt der Staatssekretärin für Wissenschaft, Technologie und Umwelt in Pernambuco, bevor sie 2010 in die brasilianische Abgeordnetenkammer gewählt wurde, in der sie bis 2018 Pernambuco auf Bundesebene vertrat. Luciana Santos kandidierte 2016 erneut für das Bürgermeisteramt von Olinda, belegte aber nur den vierten Platz. 2018 wurde sie als erste Frau zur Vizegouverneurin von Pernambuco gewählt und bekleidete dieses Amt bis zu ihrem Wechsel in die Bundesregierung. Im Dezember 2022 hatte Präsident Luiz Inácio Lula da Silva sie zur Ministerin für Wissenschaft, Technologie und Innovation ernannt, ein Amt, das sie seit Anfang 2023 innehat.
2019 wurde Luciana Santos vom Gerichtshof von Pernambuco wegen administrativer Unregelmäßigkeiten zu einer sechsjährigen Sperre und zur Zahlung einer Geldstrafe in fünffacher Höhe ihres Gehalts zum Zeitpunkt der Klageerhebung verurteilt. In dem Urteil hieß es, dass während ihrer Amtszeit ein betrügerischer Vertrag mit einer Beleuchtungsfirma in Olinda unterzeichnet worden sei. Im Dezember 2022 berichtete O Globo, dass laut der Pressestelle von Luciana Santos diese gegen das Urteil Berufung eingelegt habe und dass die Klage nicht auf eine Veruntreuung oder einen Schaden für die öffentliche Hand hinweise. Der Staatliche Rechnungshof habe erklärt, dass das fragliche Ausschreibungsverfahren ordnungsgemäß abgelaufen sei.